# Apione
Apione Plistonice (Oasi di Siwa, 20 a.C. – 45) è stato un grammatico, sofista e commentatore di Omero, egiziano di età ellenistica, conosciuto per la sua avversione agli Ebrei e al giudaismo.

## Biografia
Figlio adottivo dell'erudito Didimo, studiò ad Alessandria d'Egitto e fu a capo di una ambasceria a Caligola (nel 38), mandata dagli alessandrini per lamentarsi degli Ebrei e dei privilegi concessi loro ad Alessandria. Giuseppe Flavio rispose alle accuse nel Contro Apione.
Si stabilì a Roma sotto il regno di Claudio.

## Opere
Uomo di grande ingegno e cultura, ma estremamente vanitoso, Apione scrisse numerosi lavori, nessuno dei quali è sopravvissuto. 
In primo luogo, vari lavori su Omero, con recensioni dei poemi e un glossario (Λέξεις Ὁμηρικαί), oltre che un vita del poeta, come mostrano i frammenti in Eustazio e negli scolii omerici.
Ancora, Sull'Egitto (Αἰγυπτιακά) in 5 libri, altamente apprezzato dagli antichi, che, oltre a precise descrizioni, si presentava come fortemente antigiudaico, cui rispose Giuseppe Flavio, nel Contro Apione (Κατὰ Ἀπίωνος).
Ancora di taglio storico-erudito erano un elogio di Alessandro Magno, Storie di popoli (Ἱστορία κατὰ ἔθνος, Suda s. v. Ἀπίων.), Su Apicio.
A interessi linguistici rinviava, ancora, il Sulla lingua dei Romani (Περὶ τῆς ‛Ρωμαίων  διαλέκτου).